# Такарада, Акира
Акира Такарада (яп. 宝田 明 Такарада Акира, 29 апреля 1934 — 14 марта 2022) — японский актёр, наиболее известный ролями в серии фильмов о Годзилле.

## Биография
Акира Такарада родился 29 апреля 1934 года в оккупированной Японией Корее. Его отец работал инженером на Южноманьчжурской железной дороге, поэтому большую часть своего детства Акира провел в колониях. Даже после завершения войны семейство Такарада предпочло остаться в Харбине, благодаря чему будущий актер всю жизнь бегло разговаривал на мандаринском и английском языках.
Семья Такаради вернулась в Японию в 1948 году. Через пять лет 19-летний Акира Такарада прошел шестой конкурс студии «Toho» «Новые лица» по поиску новых талантов и стал штатным актером студии «Toho» вместе с Кэндзи Сахарой и Момоко Коти. Такарада дебютировал в кино, сыграв небольшую роль в фильме «И тогда прозвучал колокол Свободы», биографии японского мыслителя Фукудзавы Юкити.
Первым прорывом стала для Такаради роль армейского водолаза Хидэдо Огати в фильме о Годзилле 1954 года, поставленном режиссером Исиро Хондой. Такарада быстро стал популярным актером и одним из первых студийных красавцев «Toho» благодаря его привлекательной внешности и харизматическому, изящном характера. Он продолжал сниматься в фильмах о Годзилле и других кайдзю, снявшись в 11 фантастических фильмах студии «Toho», и став известным на Западе именно благодаря ролям в этих лентах. В целом, за весь период своей актерской карьеры актер снялся более чем в 120 кино-, телефильмах и сериалах.
После падения студийной системы Акира Такарада планировал поставить в 1970 году вместе с бродвейским режиссером Гарольдом Роумом театральную версию «Унесенных ветром», где надеялся сыграть Ретта Батлера. Из-за полученной после падения с бульдозера травмы Такаради пришлось отказаться от этого проекта.
В 2010 и 2012 годах, Акира Такарада, понимая природу своего статуса, посетил официальную ежегодную фан-конференцию «G-Fest», посвященную франшизе о Годзилле и других кайдзю.

## Личная жизнь
С 1966 года и до развода в 1984-м Такарада был женат на первой японке, которая победила в конкурсе «Мисс Вселенная», — Акико Кодзиме. Имел двух дочерей, старшая из которых стала известной певицей.